# German Aviation Research Society
Die German Aviation Research Society (GARS) e.V. ist eine Plattform für Theoretiker und Praktiker, die an interdisziplinären Themen und Fragestellungen im Bereich des Luftverkehrs forschen und arbeiten.
Sie bietet durch eine Vielzahl von Veranstaltungen ebenfalls als Diskussionsforum Gelegenheiten zum Meinungsaustausch für Alle, die sich mit Luftverkehrsthemen beschäftigen und fördert den Dialog zwischen Theorie, Praxis und Politik und unterstützt die akademische Arbeit an Universitäten und Hochschulen auf dem Gebiet der Luftfahrt.
Die GARS wurde 2005 in Berlin gegründet.